# Lecania cyrtellina
Lecania cyrtellina är en lavart som först beskrevs av William Nylander och som fick sitt nu gällande namn av Johann Heinrich Sandstede. 
Lecania cyrtellina ingår i släktet Lecania och familjen Ramalinaceae. Arten är reproducerande i Sverige.